# Puertas
Puertas település Spanyolországban, Salamanca tartományban. Puertas Monleras, Villaseco de los Reyes, Tremedal de Tormes, Espadaña, Villarmuerto, Brincones, Iruelos és El Manzano községekkel határos. Lakosainak száma 65 fő (2024).

## Népesség
A település népessége az elmúlt években az alábbi módon változott:
| Lakosok száma | 106  | 91   | 83   | 83   | 81   | 83   | 86   | 79   | 68   | 65   |
|               | 2001 | 2004 | 2007 | 2009 | 2012 | 2014 | 2017 | 2019 | 2022 | 2024 |